# روبینت (ویرجینیای غربی)
روبینت(به انگلیسی: Robinette) شهری در ایالت ویرجینیای غربی کشور ایالات متحده آمریکا است که جمعیت آن در سرشماری سال ۲۰۱۰ میلادی، ۶۶۳ نفر بوده‌است.